# I Am Unicorn
"I Am Unicorn" (tạm dịch: "Tôi là Kỳ lân") là tập phim thứ hai trích từ mùa 3 của sê-ri phim truyền hình Mỹ Glee và đồng thời cũng là tập phim thứ 46 của chương trình. "I Am Unicorn" được viết bởi người đồng sáng lập của sê-ri là Ryan Murphy, đạo diễn bởi người đồng sáng lập của sê-ri là Brad Falchuk, và được trình chiếu lần đầu tiên vào ngày 27 tháng 9 năm 2011 trên kênh Fox tại Mỹ. Tập phim gồm có sự trở lại của Shelby Corcoran (Idina Menzel) người sẽ chỉ đạo của đội hát thứ hai tại trường trung học William McKinley, trong khi đó, nhóm New Directions vẫn đang có rắc rối về việc tuyển chọn thành viên. Shelby đồng thời cũng muốn Quinn (Dianna Agron) và Puck (Mark Salling), cha mẹ thật của đứa con gái nuôi của cô là Beth, trở thành một phần trong cuộc sống của bé. Người chỉ đạo của nhóm New Directions, Will Schuester (Matthew Morrison) thì lập ra một "trại huấn luyện" cho những thành viên có ít khả năng vũ đạo trong nhóm cũng như bắt đầu cho buổi thử vai của vở ca kịch trong trường, West Side Story.
Tập phim nhận được đa số ý kiến tích cực, chủ yếu dao động từ mức "được" đến "tuyệt vời", họ đánh giá cao tập phim đã tái thực hiện lại cốt truyện đã bị bỏ quên từ mùa đầu tiên của bộ phim. Một trong số đó chính là việc nhân nuôi Beth, những nhà phê bình rất vui mừng với cảnh Puck gặp lại cô bé, nhưng đa phần không mấy hài lòng với lý do đằng sau sự trở lại của Shelby, việc cô bắt đầu thành lập một đội hát mới. Chỉ có ba màn trình diễn âm nhạc trong tập phim này, tất cả đều nhận được phản hồi tích cực, nhưng ca khúc của Blaine, "Something's Coming" từ West Side Story trong phần cuối của tập phim nhận được nhiều đánh giá tích cực nhất. Tất cả những ca khúc này đều phát hành dưới dạng đĩa đơn kỹ thuật số, nhưng chỉ có "Somewhere", bản song ca của Menzel và Lea Michele, xuất hiện trên bảng xếp hạng Billboard Hot 100 nhưng không giành được vị trí nào trên bảng Canadian Hot 100. Kể từ khi phát sóng, tập phim thu hút 8.60 triệu khán giả tại Mỹ và nhận được 3.7/10 đánh giá/chia sẻ của Nielsen trong nhân khẩu học 18-49. Tổng lượng xem cũng như điểm đánh giá cho tập phim này thấp hơn hẳn so với tập phim trước, "The Purple Piano Project".

## Nội dung
Người chỉ đạo của đội hát, Will Schuester (Matthew Morrison) đã thành lập một "trại huấn luyện" nhằm trau dồi kỹ năng vũ đạo cho những thành viên của nhóm New Directions gồm Finn (Cory Monteith), Mercedes (Amber Riley), Puck (Mark Salling), Kurt (Chris Colfer) và Blaine (Darren Criss), công việc này do Mike (Harry Shum Jr.) đảm nhiệm. Ngoài ra, vì Will quá bận rộn nên giáo viên tâm lý Emma Pillsbury (Jayma Mays), huấn luyện viên bóng bầu dục Shannon Beiste (Dot-Marie Jones) và thành viên của đội hát, Artie Abrams (Kevin McHale) đã đảm nhiệm việc chỉ đạo cho vở nhạc kịch sắp tới của trường, West Side Story.
Sau đó, Rachel (Lea Michele) và Kurt đã đến thử vai cho nhân vật Maria và Tony; trong đó, Rachel đã trình diễn ca khúc "Somewhere" từ vở kịch, còn Kurt lại trình diễn ca khúc "I'm the Greatest Star" từ vở Funny Girl. Kurt sau đó đã nghe lén buổi họp của những người chỉ đạo, họ thắc mắc rằng liệu anh có đủ nam tính cho vai diễn này. Anh sau đó đã thử giọng lại với một vai diễn nam tính hơn nhưng họ lại không thể nhịn cười bởi cách diễn xuất của anh. Song đó, anh đồng thời cũng đang tranh cử cho danh hiệu chủ tịch năm học và chấp nhận lời giúp đỡ về chiến dịch quảng bá từ Brittany (Heather Morris), người muốn làm nổi bật tính cách độc đáo của anh bằng việc so sánh anh với một con kỳ lân. Kurt sau đó lại có cảm giác rằng hình ảnh trong chiến dịch của cô chỉ làm nổi bật việc anh bị đồng tính cũng như rất tức giận khi cô phớt lờ ý kiến của anh và tự dán lên áp-phích ở khắp mọi nơi. Anh sau đó đã nói chuyện về vấn đề hình ảnh của mình với cha, Burt (Mike O'Malley), người cho rằng anh nên nắm lấy sự độc đáo của mình. Kurt sau đó đã suy nghĩ lại về chiến dịch của mình và xin lỗi Brittany, nhưng sau đó, anh lại khá ngạc nhiên khi biết được rằng cô cũng quyết định tranh cử cho vị trí Chủ tịch năm học.
Shelby Corcoran (Idina Menzel)—mẹ đẻ của Rachel và là mẹ nuôi của Beth, đứa con gái của Quinn (Dianna Agron) và Puck, cũng như là huấn luyện viên cũ của đội hát đối thủ Vocal Adrenaline—được săn đón để trở thành huấn luyện viên của nhóm hát thứ hai tại trường trung học McKinley, tài trợ bởi người cha giàu có và lẩm cẩm của Sugar Motta (Vanessa Lengies). Shelby sau đó đã liên lạc lại với Rachel, Puck và Quinn cũng như để Puck gặp Beth, nhưng lại từ chối Quinn bởi tính cách, diện mạo và cách ứng xử xấu xa của cô. Huấn luyện viên đội cổ vũ Sue Sylvester (Jane Lynch), người đang tranh cử cho Quốc hội đã thuyết phục Quinn xuất hiện trong một video chống nghệ thuật cho chiến dịch của cô. Trong đoạn phim này, Quinn đã đối mặt với Will và đổ lỗi cho anh vì đã khiến cô trở thành một cô gái xấu xa, nhưng anh sau đó đã khiển trách cô, nhắc cô nhớ đến giây phút mà cả đội hát đã giúp đỡ cô trong quá khứ cũng như cho rằng cô cần phải trở nên trưởng thành hơn. Sau khi nhìn thấy bức ảnh Beth và Puck đang vui vẻ với nhau, Quinn đã trở nên buồn bã. Cô sau đó đã xuất hiện với diện mạo cũ trở lại nhóm New Directions trong sự chào đón của cả câu lạc bộ. Puck nói với Quinn rằng anh rất tự hào về cô, nhưng Quinn sau đó chỉ cho rằng cô đang giả vờ xử sự đúng lễ độ để giành lại quyền nuôi con khỏi Shelby cũng như dự định sẽ theo đuổi việc coi sóc con gái của mình toàn thời gian.
Để tránh việc trở thành đối thủ với Kurt, Blaine chỉ thử một vai phụ trong vở kịch cùng bài hát "Something's Coming", trình bày bởi nhân vật Tony trong vở ca kịch. Những người chỉ đạo khá thuyết phục và yêu cầu anh đọc lời thoại của nhân vật Tony. Kurt, người xem Blaine từ phía trên khán đài sau đó lặng lẽ bước ra khỏi thính phòng.

## Sản xuất

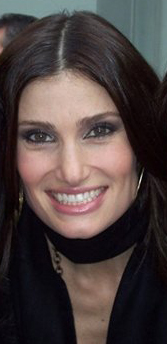
Tập phim này đánh dấu sự trở lại của ngôi sao Broadway, Idina Menzel (hình) trong vai Shelby Corcoran.

Tập phim được viết bởi nhà đồng sáng lập của sê-ri, Ryan Murphy, đạo diễn bởi nhà đồng sáng lập của sê-ri Brad Falchuk, và được quay trong vòng năm ngày từ 22 tháng 8 đến 26 tháng 8 năm 2011. Ngôi sao Broadway, Idina Menzel đã trở lại lần đầu tiên kể từ tập cuối của mùa một, "Journey to Regionals", khi nhân vật của cô, Shelby Corcoran, nhận nuôi đứa trẻ mới sinh của Quinn mang tên Beth. Vào ngày 15 tháng 7 năm 2011, thông tin chính thức đã được thông báo rằng Menzel sẽ trở lại vào mùa 3 của Glee cho "một vai diễn chính từ 10-12 tập phim". Murphy cho rằng, "Tôi rất hào hứng [...] rằng Idina sẽ gia nhập vào đại gia đình một lần nữa. Chúng tôi rất nhớ cô ấy hồi năm ngoái và rất vui khi cô ấy sẽ trở lại." Bài phỏng vấn của Murphy đồng thời cũng nhấn mạnh rằng nhân vật Selby sẽ "trở lại từ New York về Ohio để gia nhập trường trung học William McKinley với tư cách là giáo viên mới". Menzel sau đó đã xác mình rằng cô sẽ trở lại "trong suốt mùa phim mới của Glee", điều mà cô cảm thấy "rất hứng thú". Con nuôi của Shelby đồng thời cũng sẽ xuất hiện: Menzel đã tweet rằng cô đang "quay phim với những em bé". Bức tranh "Con Heo Hề" mà Puck mang đến tặng cho Beth thực chất là do Falchuk và Agron tự tay vẽ.
Những ngôi sao khách mời xuất hiện trong tập phim gồm Thầy hiệu trưởng Figgins (Iqbal Theba), huấn luyện viên Beiste (Jones), cổ vũ viên Becky Jackson (Lauren Potter), học sinh Sugar Motta (Lengies) và Menzel trong vai Shelby. Người từng xuất hiện trong danh sách diễn viên chính của mùa 2, Mike O'Malley, người thủ vai Burt Hummel đồng thời cũng xuất hiện trong tập phim này và được liệt kê trong thông cáo báo chí của kênh Fox về những ngôi sao khách mời trong tập phim cũng như xuất hiện tương tự trong danh sách ê-kíp thực hiện.
Ba đĩa đơn được phát hành từ tập phim là: "I'm the Greatest Star" từ vở kịch Funny Girl, trình diễn bởi Colfer, cùng hai bản cover (trình diễn lại) của "Something's Coming" và "Somewhere" đều từ West Side Story—bài hát đầu tiên được hát bởi Criss, còn ca khúc thứ hai được trình diễn bởi Michele và Menzel.

## Tiếp nhận

### Khán giả
"I Am Unicorn" lần đầu tiên phát sóng vào ngày 27 tháng 9 năm 2011 tại Mỹ trên kênh Fox. Tập phim nhận được 3.7/10 đánh giá/chia sẻ của Nielsen trong nhân khẩu học 18-49 cũng như 8.60 triệu người xem tại Mỹ kể từ khi phát sóng. Phim đã tiếp tục bị đánh bại lần thứ hai bởi bộ phim cùng giờ phát sóng NCIS trên kênh CBS, nhận được 4.2/12 đánh giá/chia sẻ trong nhân khẩu học 18-49, và tập phim thứ hai của New Girl, theo sau Glee trên kênh Fox, nhận được 4.5/11 đánh giá/chia sẻ và 9.28 triệu khán giả. Số khán giả của Glee lại bị kéo xuống so với tập phim trước, "The Purple Piano Project", nhận được 4.0/11 đánh giá/chia sẻ và 9.21 triệu người xem.
Tại Anh, "I Am Unicorn" thu hút 1 triệu người xem trên kênh Sky1, xuống 170,000 khán giả so với tập công chiếu mùa 3. Tại Úc, tập phim thú hút 729,000 người xem, giúp Glee trở thành chương trình thu hút thứ 15 của đêm trình chiếu. Ở Canada, 1.50 triệu người xem đã thưởng thức tập phim, giúp Glee trở thành chương trình hấp dẫn thứ 18 của tuần, xuống 8 bậc và 28% so với 2.10 triệu khán giả theo dõi "The Purple Piano Project".

### Đánh giá chuyên môn
Phản hồi của những nhà phê bình về tập phim này khá tích cực, dù một vài người, điển hình như Robert Canning từ IGN cho rằng tập phim chỉ đơn thuần là "được"; anh đồng thời cũng dành cho tập phim điểm 6.5 trên 10, còn Amy Reiter từ tờ Los Angeles Times cho rằng cô "cô cảm giác khá thất vọng" khi tập phim "thiếu cảm xúc". Ngược lại, nhà phê bình của The A.V. Club, Todd VanDerWerff tặng cho tập phim một điểm "B", và gọi đó là "một sự cải thiện khá ấn tượng sau buổi công chiếu tập đầu tiên", và khen ngợi cách tập phim "gửi gắm tất cả nội dung phim qua một tâm trạng cốt lõi". Anthony Benigno từ The Faster Times thì gọi tập phim là "một trong những giờ đồng hồ chặt chẽ, thực hiện tốt, diễn tốt và mang tính giải trí nhất" từ Glee trong một thời gian dài, còn John Kubicek từ BuddyTV gọi tập phim là một "Glee tinh tế" cũng như cho rằng "chương trình một lần nữa trở thành một con kỳ lân thần kỳ và tuyệt vời." Bobby Hankinson từ Houston Chronicle nhận xét tập phim rất "quyến rũ", "năng động", và anh "hào hứng chờ đợi những gì sắp đến."
Việc cốt truyện bị bỏ quên từ tập cuối của mùa đầu tiên xuất hiện trở lại nhận được khen ngợi từ  Samantha Urban của The Dallas Morning News và VanDerWerff, cả hai không chỉ nhắc đến câu chuyện lớn giữa Quinn và Puck mà còn gợi nhớ đến niềm yêu thích chỉ đạo của Artie, một vài người khác thì có nhắc đến cốt truyện giữa Rachel và Shelby hay biến chuyển trong mối quan hệ giữa Will và Emma. Việc Shelby được thuê để chỉ đạo cho đội hát thứ hai của trường McKinley bị chê bai bởi cả hai nhà phê bình này—Urban gọi nó là "một sự ngu ngốc thừa thải"—cũng như những nhà đánh giá khác. Reiter cho rằng ý tưởng này "thật khó giải thích", còn Brett Berk từ tạp chí Vanity Fair viết rằng "Given Will's ongoing struggles to fill his own crooning baker's dozen, this is about as realistic a plan as Michele Bachmann starting a rival chapter of PFLAG at Liberty University." Vicki Hyman của The Star-Ledger chỉ trích việc "Shelby quyết định từ bỏ sự nghiệp Broadway đang phát triển của cô chỉ vì nhớ cô con gái của mình lớn lên" và lấy một công việc bán thời gian ở Lima là "nực cười", còn toàn bộ kịch bản thì "hơn một chút quái dị".
Cuộc gặp gỡ giữa Shelby và Puck thu hút nhiều khen ngợi. Benigno gọi đây là "cảnh quay xuất sắc nhất trong mùa phim còn non nớt này", Lesley Goldberg từ The Hollywood Reporter thì cho rằng đây là "khoảnh khắc tuyệt vời", còn Abby West của Entertainment Weekly gọi đây là "cảnh phim dễ thương nhất của buổi tối". VanDerWerff đồng thời gọi cảnh quay này "rất ngọt ngào" và bày tỏ hi vọng rằng "chương trình sẽ nghĩ ra một câu chuyện nào đó cho anh sau khi [sê-ri] bắt anh thực hiện câu chuyện kỳ lạ đến ngớ ngẩn vào mùa trước." Việc Quinn giả vờ trở lại không nhận nhiều khen ngợi. Reiter không thấy "ngộp thở" trước khả năng gây chiến giữa Quinn và Shelby cũng như gọi kế hoạch của cô là "nửa vời", Canning thì lại nhìn nhận đây là một câu chuyện "kịch tính rập khuôn". Kubicek thì bày tỏ sự quan tâm của mình khi muốn xem chuyện này "sẽ đến đâu", còn VanDerWerff nhấn mạnh rằng Quinn đã từng "đau buồn khi cho đi đứa con của mình nhưng cô còn không hề hay biết điều đó" cũng như gọi đây là một "câu chuyện mạnh mẽ một cách công bằng".
Những nhà phê bình đồng thời cũng khen ngợi cốt truyện của Kurt khi anh vừa phải đối mặt việc nhận thức mình là một người đồng tính trong lúc vừa thử vai vừa tranh cử Chủ tịch năm học. VanDerWerff gọi đây là cốt tuyện "phù hợp nhất", còn Canning thì cho rằng đây là "câu chuyện quen thuộc nhất" nhưng vẫn mô tả Kurt là "nhân vật thú vị và phức tập nhất đến nay", câu chuyện của anh thì "chuyển tải sự gắn kết xúc động nhất", còn toàn tập phim thì là "địa đàng giải trí". Kubicek chia sẻ rằng có "hàng tá" những khoảnh khắc tuyệt vời của Kurt trong tập phim này. Benigno bình luận rằng Kurt đang học cách bảo vệ sự đồng tính của mình lại một lần nữa trong chương trình "hơi kỳ quặc" này, Hyman thì đưa ra câu hỏi rằng "Có phải Kurt chấp nhận mình là Đặc vụ 3.0 hay 4.0? Tôi không thể dõi theo được nữa." Votta thì tóm tắt lại tình cảnh khó khăn trong vòng thử vai của Kurt: "Kurt đang chống chọi một cách bắt buộc trong khi đang trở thành một ninja cùng một chiếc găng tay không ngón và leo trèo khắp nơi, đây có lẽ là một nỗ lực giúp màn trình diễn trở nên nổi bật, thay thế cho việc Kurt thủ vai theo nguyện vọng của mình cũng ca khúc quá trớn trong Funny Girl." Việc anh cứu giúp tình hình của mình bằng cách thử vai lại một cảnh trong Romeo và Juliet cùng Rachel, khiến cho cả ba nhà chỉ đạo và Rachel phải phì cười, nhưng Votta lại chỉ ra rằng Kurt "thực sự không phải là một Romeo tệ hại". Jayma Mays, người thủ vai Emma, một trong những người chỉ đạo trong cảnh quay trên có phát biểu trong một buổi phỏng vấn, cho rằng cô thấy Kurt rất "tốt". Việc Kurt phát hiện mình đang trở thành đối thủ với Blaine đồng thời cũng được đề cập, nhưng một vài nhà phê bình lại không hài lòng với việc Blaine nhỏ tuổi hơn Kurt, điều đã được ngụ ý vào mùa trước. VanDerWerff viết rằng Blaine "có lẽ trẻ ra và có một tính cách hoàn toàn khác biệt sau một mùa hè", Votta lại nhấn mạnh rằng "cốt truyện bị thay đổi liên tục rằng anh ấy, bằng một cách nào đó, vừa trở thành một sinh viên năm nhất vừa không trở thành sinh viên năm cuối yêu bạn trai của mình", Urban thì trở nên khá giận dữ về chương trình: "Ồ thật à, Glee? Blaine là sinh viên năm nhất à? Blaine trẻ tuổi hơn Kurt ư? Tốt thôi. TỐT THÔI." Jim Cantiello đến từ MTV thì vần điệu hóa bình luận của mình: "It's hard to keep my bearings straight / And oh, how it makes my heart ache / Kurt and Blaine were gonna move to New York together / But now they'll have to wait" (tạm dịch: "Thật khó để thẳng thắn / Về cách mà nó làm trái tim tôi tan nát / Kurt và Blaine đã từng dự định sẽ đến New York cùng nhau / Nhưng giờ thì họ phải chờ đợi rồi"), lấy dẫn chứng từ một cảnh quay trong tập "New York", nơi Kurt bàn về việc chuyển đến đây với Rachel.
Goldberg khá hài lòng khi Brittany tình nguyện thực hiện chiến dịch cho Kurt cũng như hiểu được rằng anh đã từng "khổ đến chết" năm ngoái, và đồng thời khen ngợi "logic của Brittany". Respers France thì thích việc Brittany giúp đỡ Kurt tìm thấy chú kỳ lân diệu kỳ trong nội tâm và đồng thời cũng tự mình kiếm lấy. Reiter đồng thời cũng rất thích "liều thuốc ngon lành của Brittany", điều mà cô cho rằng đây là "phần xuất sắc nhất" trong tập phim, Kubicek thì lại cho rằng có "hàng tá" khoảnh khắc tuyệt vời của Brittany. Đối với Hyman, khoảnh khắc hào hứng nhất trong tập phim đó chính là cảnh đương đầu giữa Quinn và Will, lúc mà anh cho rằng cô cần phải trưởng thành hơn. Respers France cho rằng "việc Sue Sylvester sử dụng Quinn để chống đối đội hát rất hài hước", nhưng VanDerWerff thì lại không hài lòng khi Quinn cùng hợp tác trong "cuộc tranh cử Quốc hội ngớ ngẩn của Sue". Reiter viết rằng tập phim này "khó giành được nhiều thiện cảm cho Quinn" khi bình luận về cảnh của cô và nhóm The Skanks: "Ngụp đầu của người khác vào nhà vệ sinh, đe dọa sẽ cắt họ, và lấy hết tiền ăn trưa của họ còn ghê rợn hơn bọn bắt nặt tạt nước đá dầm (slushy) mà chúng ta thường thấy."

### Âm nhạc và những màn trình diễn
Những màn trình diễn nhạc kịch trong tập phim nhận được nhiều phản hồi tích cực từ đa số những nhà phê bình. Tất cả ba bài hát Broadway, hai ca khúc từ West Side Story và một từ Funny Girl—chủ đề bài hát này gây thất vọng cho Reiter, còn cảm thấy tất cả đều "quá cân bằng", nhưng còn lại thì rất vui với sự lựa chọn ca khúc trong đó có Hankinson, người cho rằng anh "rất thích chủ đề Broadway trong hai tập phim đầu tiên", và nói thêm rằng "tất cả những màn trình diễn tối hôm nay đều được chăm chút một cách tuyệt vời."
Bản song "Somewhere" của Rachel và Shelby nhận được nhiều khen ngợi. Cả Benigno và Rae Votta từ tạp chí Billboard đều so sánh màn trình diễn một cách tích cực với bản song ca trước của họ là ca khúc "Poker Face" từ ca sĩ Lady Gaga trong mùa phim đầu tiên. Benigno chấm cho tiết mục này một điểm "B+" còn Michael Slezak từ TVLine dành tặng cho màn trình diễn một điểm "A-" và khen ngợi rằng họ rất "mạnh mẽ, mang giọng hát có hồn". Erica Futterman từ tạp chí Rolling Stone không ấn tượng mấy, và gọi đó như "'s  was not impressed, and characterized it as "Lite FM snooze that does nothing to showcase these Broadway belters in a new and exciting way". Amy Lee từ The Huffington Post gọi bài hát "hơi ngang bằng" và nó "bắt đầu gây khó chịu" khi Rachel "trình diễn tất cả các ca khúc như cô ấy là Barbra Streisand". Raymund Flandez từ The Wall Street Journal, dù vậy, gọi bản song ca là "cú đánh hoàn hảo" và "tuyệt vời đến nỗi bài hát có thể lấy đi hơi thở của bạn".
"I'm the Greatest Star", bài hát mà Kurt lựa chọn cho vai Tony—ca khúc không đến từ West Side Story—nhận được nhiều lời bình luận: Benigno cho rằng ca khúc đã thể hiện "khả năng tự bêu xấu chính bản thân mình" của Kurt, trong khi đó, Slezak lại đưa ra ý kiến rằng anh "thông minh hơn và thèm khát vai diễn hơn rất nhiều" so với sơ suất này. Dù đưa ra những ý kiến xoay quanh vấn đề liên quan đến nội dung tập phim, nhưng cả hai nhà phê bình trên đều cho tiết mục một điểm "A", Benigno còn nhấn mạnh rằng "anh đã đạt được nó" và "nửa cuối ca khúc là một bệnh viện nhạc kịch". VanDerWerff thì lại không thích sự "dàn dựng sân khấu một cách phô trương", dù vậy, Futterman gọi đây là một "màn trình diễn vật chất ấn tượng", Votta lại bình luận rằng "Kurt nghe rất hoàn mỹ còn màn trình diễn thì rất quyến rũ" và thì Flandez khen ngợi "những nốt cao rồi lại những nốt cao đầy đắm say" của anh và nói thêm, "Anh ấy là một ngôi sao kỳ lân, anh ấy biết điều ấy." Lisa Respers France từ CNN viết rằng Kurt "rất tuyệt vời khi hát ca khúc của Streisand, và đây là lần đầu tiên tôi nhân ra rằng anh ấy là một ngôi sao lớn cũng như Rachel."
Màn biểu diễn của Blaine, "Something's Coming" nhận được nhiều khen ngợi khá nhiệt tình. Đây chính là ca khúc yêu thích của Lee, VanDerWerff và Futterman; Lee chia sẻ rằng đây là "bài hát hay nhất" và nói thêm, "anh ấy sống động, đam mê và khá thú vị khi đang trong vai Blaine-thủ vai-Tony." VanDerWerff thì khen ngợi nhiều hơn nữa khi cho rằng đây là "tiết mục xuất sắc nhất cho đến nay", còn Futterman gọi đây là "tiết mục ca kịch chiến thắng của tập phim". Cả Slezak và Benigno đều cho bài hát điểm "B+", trong đó, người đầu tiên khen ngợi "sự quyến rũ đến ngộp thở và sự nhiệt tình nam tính" của Criss, người thứ hai thì cho rằng anh ấy "làm rất tốt trong việc hát những ca khúc nhạc pop ngớ ngẩn rồi chuyển sang những ca khúc nhẹ nhàng sâu lắng". West thì lại cho ca khúc điểm "A-", cho rằng "Blaine biết cách để sở hữu sân khấu cũng như màn hình TV của bạn", trong khi đó, cả Votta và Respers France đều cho rằng anh là một "Tony hoàn hảo".

### Lịch sử xếp hạng
Chỉ có một trong ba bản cover được phát hành thành đĩa đơn xuất hiện trên bảng xếp hạng Billboard Hot 100, nhưng lại không giành được vị trí nào trên bảng Canadian Hot 100, ở Anh hay Úc. Bản song ca "Somewhere" xuất hiện tại vị trí 75, trở thành lần thứ 4 ca khúc này xuất hiện trên bảng xếp hạng Hot 100. Ngược lại, "Something's Coming", ca khúc đến từ West Side Story, trước đây không hề xuất hiện trên Hot 100 và tiếp tục thu thiệt trong việc xếp hạng tại đây.